# كريستوفر لوبيز روميرو
كريستوفر لوبيز روميرو (بالإسبانية: Cristóbal López Romero)‏، (19 مايو 1952 -)، هو مطران إسباني للكنيسة الكاثوليكية وقد شغل منصب رئيس أساقفة الرباط منذ مارس 2018. وهو عضو في الرهبنة الساليزيانية وقبل أن يصبح أسقفاً كرس نفسه للعمل الرعوي في أمريكا اللاتينية أثناء توليه المسؤوليات الإدارية ضمن رئاسته. رفعه البابا فرنسيس إلى رتبة كاردينال في 5 أكتوبر 2019.